# Temporada 1997-98 de los Washington Wizards
La temporada 1997-98 fue la vigesimoquinta del equipo de Washington dentro del área metropolitana de Washington D. C. y la trigésimo séptima en sus diferentes localizaciones. La temporada regular acabó con 42 victorias y 40 derrotas, ocupando el noveno puesto de la Conferencia Este, no logrando clasificarse para los playoffs.
El 15 de mayo de 1997 el equipo cambió oficialmente su nombre a "Wizards" y pasó a ser conocido como "Washington Wizards" a partir de esta temporada, por temor a que "Bullets" (balas) incitara a la violencia armada.

## Elecciones en elDraft
| Ronda | Puesto | Jugador          | Posición | Nacionalidad   | Universidad/Club |
| ----- | ------ | ---------------- | -------- | -------------- | ---------------- |
| 2     | 45     | God Shammgod     | PG       | Estados Unidos | Providence       |
| 2     | 48     | Predrag Drobnjak | C        | Montenegro     | KK Partizan      |

## Temporada regular
| División Atlántico | División Atlántico | División Atlántico | División Atlántico | División Atlántico | División Atlántico | División Atlántico | División Atlántico | División Atlántico |
| Equipo             | G                  | P                  | %                  | PD                 | Casa               | Fuera              | Div                |                    |
| ------------------ | ------------------ | ------------------ | ------------------ | ------------------ | ------------------ | ------------------ | ------------------ | ------------------ |
| y-Miami Heat       | 55                 | 27                 | .671               | –                  | 30-11              | 25–16              | 18–6               |                    |
| x-New York Knicks  | 43                 | 39                 | .524               | 12                 | 28–13              | 15–26              | 13–11              |                    |
| x-New Jersey Nets  | 43                 | 39                 | .524               | 12                 | 26–15              | 17–24              | 12–12              |                    |
| Washington Wizards | 42                 | 40                 | .512               | 13                 | 24–17              | 18–23              | 12–13              |                    |
| Orlando Magic      | 41                 | 41                 | .500               | 14                 | 24–17              | 17–24              | 11–13              |                    |
| Boston Celtics     | 36                 | 46                 | .439               | 19                 | 24–17              | 12–29              | 12–12              |                    |
| Philadelphia 76ers | 31                 | 51                 | .378               | 24                 | 19–22              | 12–29              | 7–17               |                    |

## Estadísticas

### Temporada regular
| Rk | Jugador          | Edad | Pos. | P  | PT | MP   | TC  | TCI  | %TC  | T3  | T3I | %T3  | TL  | TLI | %TL  | RO  | RD  | RT  | AS   | RB  | TAP | BP  | FP  | PTS  |
| -- | ---------------- | ---- | ---- | -- | -- | ---- | --- | ---- | ---- | --- | --- | ---- | --- | --- | ---- | --- | --- | --- | ---- | --- | --- | --- | --- | ---- |
| 1  | Juwan Howard     | 24   | PF   | 64 | 64 | 40.0 | 7.2 | 15.5 | .467 | 0.0 | 0.0 | .000 | 4.0 | 5.6 | .721 | 2.5 | 4.5 | 7.0 | 3.3  | 1.3 | 0.4 | 2.9 | 3.5 | 18.5 |
| 2  | Rod Strickland   | 31   | PG   | 76 | 76 | 39.7 | 6.4 | 14.9 | .434 | 0.2 | 0.6 | .250 | 4.7 | 6.5 | .726 | 1.5 | 3.9 | 5.3 | 10.5 | 1.7 | 0.3 | 3.5 | 2.4 | 17.8 |
| 3  | Chris Webber     | 24   | C    | 71 | 71 | 39.6 | 9.1 | 18.9 | .482 | 0.9 | 2.9 | .317 | 2.8 | 4.7 | .589 | 2.5 | 7.0 | 9.5 | 3.8  | 1.6 | 1.7 | 2.6 | 3.8 | 21.9 |
| 4  | Calbert Cheaney  | 26   | SG   | 82 | 82 | 34.6 | 5.5 | 12.0 | .457 | 0.2 | 0.6 | .283 | 1.7 | 2.6 | .647 | 1.0 | 3.0 | 4.0 | 2.1  | 1.2 | 0.4 | 1.3 | 3.2 | 12.8 |
| 5  | Tracy Murray     | 26   | SF   | 82 | 12 | 27.2 | 5.5 | 12.3 | .446 | 1.9 | 4.9 | .392 | 2.2 | 2.5 | .871 | 0.9 | 2.5 | 3.4 | 1.0  | 0.8 | 0.3 | 1.2 | 2.0 | 15.1 |
| 6  | Terry Davis      | 30   | PF   | 74 | 66 | 23.0 | 1.7 | 3.5  | .496 | 0.0 | 0.0 | .000 | 0.9 | 1.6 | .580 | 2.8 | 3.7 | 6.5 | 0.4  | 0.6 | 0.3 | 0.8 | 2.6 | 4.4  |
| 7  | Ben Wallace      | 23   | C    | 67 | 16 | 16.8 | 1.3 | 2.4  | .518 | 0.0 | 0.0 |      | 0.5 | 1.5 | .357 | 1.7 | 3.2 | 4.8 | 0.3  | 0.9 | 1.1 | 0.4 | 1.7 | 3.1  |
| 8  | Harvey Grant     | 32   | SF   | 65 | 8  | 13.8 | 1.2 | 3.0  | .383 | 0.0 | 0.1 | .167 | 0.3 | 0.5 | .633 | 0.9 | 1.7 | 2.6 | 0.6  | 0.4 | 0.2 | 0.4 | 1.4 | 2.6  |
| 9  | Chris Whitney    | 26   | PG   | 82 | 6  | 13.1 | 1.5 | 4.3  | .355 | 0.6 | 2.1 | .308 | 1.4 | 1.6 | .915 | 0.2 | 1.2 | 1.4 | 2.4  | 0.4 | 0.1 | 0.8 | 1.3 | 5.1  |
| 10 | Ledell Eackles   | 31   | SG   | 42 | 0  | 13.0 | 1.8 | 4.2  | .429 | 0.4 | 1.1 | .348 | 1.2 | 1.4 | .881 | 0.6 | 1.2 | 1.8 | 0.4  | 0.4 | 0.0 | 0.7 | 1.0 | 5.2  |
| 11 | Jimmy Oliver     | 28   | SG   | 1  | 0  | 10.0 | 2.0 | 4.0  | .500 | 1.0 | 2.0 | .500 | 0.0 | 0.0 |      | 0.0 | 2.0 | 2.0 | 1.0  | 0.0 | 0.0 | 0.0 | 1.0 | 5.0  |
| 12 | Tim Legler       | 31   | SG   | 8  | 0  | 9.5  | 0.4 | 2.4  | .158 | 0.0 | 0.8 | .000 | 0.4 | 0.5 | .750 | 0.3 | 0.3 | 0.5 | 0.4  | 0.1 | 0.0 | 0.5 | 1.4 | 1.1  |
| 13 | Darvin Ham       | 24   | SF   | 71 | 3  | 8.9  | 0.8 | 1.5  | .529 | 0.0 | 0.0 |      | 0.5 | 1.0 | .473 | 1.0 | 0.8 | 1.8 | 0.2  | 0.3 | 0.4 | 0.5 | 1.7 | 2.0  |
| 14 | Lorenzo Williams | 28   | PF   | 14 | 6  | 7.9  | 0.9 | 1.2  | .765 | 0.0 | 0.0 |      | 0.0 | 0.1 | .000 | 1.1 | 0.7 | 1.9 | 0.2  | 0.1 | 0.2 | 0.1 | 1.2 | 1.9  |
| 15 | God Shammgod     | 21   | PG   | 20 | 0  | 7.3  | 1.0 | 2.9  | .328 | 0.0 | 0.1 | .000 | 1.2 | 1.5 | .767 | 0.1 | 0.3 | 0.4 | 1.8  | 0.4 | 0.1 | 1.1 | 1.4 | 3.1  |
| 16 | Lawrence Moten   | 25   | SG   | 8  | 0  | 3.4  | 0.4 | 1.6  | .231 | 0.0 | 0.1 | .000 | 0.4 | 0.5 | .750 | 0.1 | 0.0 | 0.1 | 0.4  | 0.0 | 0.0 | 0.1 | 0.8 | 1.1  |

## Galardones y récords
| Jugador        | Galardón                     |
| Rod Strickland | 2.º Mejor quinteto de la NBA |